# Fresno Falcons
Die Fresno Falcons sind eine ehemalige Eishockeymannschaft und waren bis 2008 in der ECHL aktiv. Sie spielten bis 2008 in Fresno, Kalifornien, USA im Save Mart Center. Sie waren von 2003 bis 2007 das Farmteam des NHL-Klubs San Jose Sharks und arbeiteten zudem mit den Worcester Sharks aus der American Hockey League zusammen.

## Geschichte
Die Fresno Falcons wurden bereits 1946 gegründet, um in der Pacific Coast Hockey League (PCHL) zu spielen. Fresno spielte insgesamt vier Spielzeiten in der PCHL, ehe man nach einer zweijährigen Abstinenz am Ende der Saison 1952/53 die Gordon Petrie Trophy als Champion einer Amateurliga, die ebenfalls Pacific Coast Hockey League hieß, erringen konnte. Nach der Meisterschaftssaison dauerte es bis zum Beginn der 1970er bis in Fresno wieder Eishockey gespielt wurde. Nach einer Saison in der Cal-Neva Hockey League versuchte der damalige Besitzer James Freeman das Franchise in die Western Hockey League (WHL) einzukaufen, wobei die neu errichtete Selland Arena als Zugpferd dienen sollte. Es gelang ihm aber nicht, und so meldete das Team für die halbprofessionelle Pacific Southwest Hockey League (PSHL), wo das Team bis 1995 insgesamt zehn Meisterschaften, meist gegen andere Team aus Südkalifornien, feiern konnte. Jedes ihrer Heimspiele trugen sie dabei in der Selland Arena aus.
Zum Beginn der Saison 1995/96 wurde das Franchise zunehmend professionalisiert und man begann in der neu gegründeten West Coast Hockey League (WCHL). Direkt im ersten Jahr erreichte man das Finale um den Taylor Cup, wo man den San Diego Gulls jedoch unterlag. Durch die lokale Nähe der beiden Teams baute sich eine der größten Rivalitäten im unterklassigen amerikanischen Eishockeysport auf. Mitte der Saison 2001/02 fand sich das sonst so erfolgreiche Team auf dem letzten Platz der Liga wieder, doch die Falcons gaben sich nicht auf und sicherten sich mit einem Sieg im sechsten Spiel der Finalserie erstmals den Taylor Cup. Auch in der darauffolgenden Saison erreichte das Team das Finale, unterlag aber wie 1996 gegen die San Diego Gulls im entscheidenden siebten Spiel. Es war zugleich das letzte Spiel, das in der WCHL ausgetragen wurde.
In der Saison 2003/04 erreichte Eishockey in Fresno ein neues Level, nachdem man in die ECHL aufgenommen worden war, da die WCHL von dieser übernommen wurde. Zudem zog man ins neu erbaute Save Mart Center um und schloss einen Vertrag mit den San Jose Sharks aus der National Hockey League (NHL) ab, um als Farmteam junge hoffnungsvolle Talente ausbilden zu können. Der erste Spieler, dem der Sprung von den Falcons in die NHL gelang, war Torhüter Nolan Schaefer, der in der ersten ECHL-Saison des Teams insgesamt zwölf Spiele für das Team bestritt. Zum Anfang der Saison 2007/08 endete die Zusammenarbeit mit den San Jose Sharks, da die den auslaufenden Vertrag nicht verlängert hatten.
Am 22. Dezember 2008 beschloss die Versammlung der ECHL-Teambesitzer die Auflösung des Franchise, nachdem die Besitzer der Falcons erklärten, dass sie das Team nicht mehr finanzieren könnten.

## Saisonstatistik
| Saison  | GP  | W   | L   | T  | OTL | SOL | Pts | GF   | GA   | PIM  | Platz       | Playoffs |
| 2003/04 | 72  | 23  | 43  | 6  | —   | —   | 52  | 187  | 275  | 1815 | 6., Pacific | nicht qualifiziert |
| 2004/05 | 72  | 39  | 25  | 8  | —   | —   | 86  | 204  | 217  | 1800 | 5., West    | nicht qualifiziert |
| 2005/06 | 72  | 43  | 15  | 14 | —   | —   | 100 | 230  | 205  | 1572 | 1., Pacific | Sieg im Division Semifinal, 4:0 (San Diego) Sieg im Division Final, 4:3 (Bakersfield) Niederlage im Conference Final, 3:4 (Alaska) |
| 2006/07 | 72  | 34  | 29  | —  | 5   | 4   | 77  | 195  | 197  | 1555 | 4., Pacific | Niederlage im Conference Quarterfinal, 2:4 (Bakersfield)                                                                           |
| 2007/08 | 72  | 42  | 22  | —  | 4   | 4   | 92  | 242  | 216  | 1565 | 2., Pacific | Niederlage im Conference Quarterfinal, 2:4 (Utah)                                                                                  |
| Gesamt  | 360 | 181 | 134 | 28 | 9   | 8   | 407 | 1058 | 1110 | 8307 |             | 3 Playoff-Teilnahmen 5 Serien: 2 Siege, 3 Niederlagen 30 Spiele: 15 Siege, 15 Niederlagen                                          |

## Team-Rekorde (ECHL)

### Karriererekorde
Spiele: 277  Matt O’Dette
Tore: 65  John Wroblewski
Assists: 157  Luke Curtin
Punkte: 210  Luke Curtin
Strafminuten: 716  Matt O’Dette